# Luis Santelices
Luis Rodrigo Santelices Tello (Curicó, Chile, 29 de octubre de 1985) es un futbolista chileno que juega de arquero. Actualmente juega en Deportes Melipilla de la Segunda División Profesional de Chile.

## Trayectoria
Santelices se inició en las inferiores de Curicó Unido, club de su ciudad natal. Comenzó a formar parte del plantel principal en 2004, a los 19 años, cuando el club estaba en la Tercera División. El siguiente año Curicó se tituló campeón del torneo de Tercera, y ascendió a la Primera B, retornando al fútbol profesional.Desde entonces, Santelices siempre estuvo postergado a la suplencia, generalmente, tras el experimentado Luis Vásquez.
En 2008 estuvo a préstamo en Deportes Linares, de la Tercera División, y al año siguiente volvió al equipo curicano. En 2010, cuando Curicó Unido descendió a la Primera B, Santelices comenzó a tener actuaciones desde el inicio de los partidos, y en 2013 comenzó a tomar más protagonismo y a afianzarse con la titularidad de la portería.
En 2014 fichó por una temporada en Deportes Antofagasta, donde tuvo poca participación y nuevamente regresó a Curicó Unido en 2015.En el campeonato de Primera B 2016-17, Santelices fue uno de los máximos valores del plantel que se tituló campeón del torneo y ascendió a Primera División.Desde entonces,estuvo rotando el puesto de titular en el arco del equipo con otro avezado portero, Jorge Deschamps.
El 26 de diciembre de 2019 se anunció su llegada a Everton de Viña del Mar.En el elenco oro y cielo solo tuvo citaciones al banco de suplentes, y únicamente jugó dos partidos por la Copa Chile 2021. Tras dos temporadas en Everton, Luis regresó a Curicó Unido,en donde inicialmente fue suplente de Fabián Cerda. Con la salida de Cerda del club, Santa es el dueño del arco albirrojo para la competencia de la Primera B 2024.

## Clubes
| Club                            | País  | Año       |
| ------------------------------- | ----- | --------- |
| Curicó Unido                    | Chile | 2004-2007 |
| Deportes Linares (préstamo)     | Chile | 2008      |
| Curicó Unido                    | Chile | 2009-2014 |
| Deportes Antofagasta (préstamo) | Chile | 2014-15   |
| Curicó Unido                    | Chile | 2015-2019 |
| Everton                         | Chile | 2020-2021 |
| Curicó Unido                    | Chile | 2022-2024 |
| Deportes Melipilla              | Chile | 2025-Act. |

## Palmarés

### Títulos nacionales
| Título           | Club         | País  | Año     |
| ---------------- | ------------ | ----- | ------- |
| Tercera División | Curicó Unido | Chile | 2005    |
| Primera B        | Curicó Unido | Chile | 2016-17 |